# Marie Emmanuelle Bayon Louis
Marie-Emmanuelle Bayon Louis (6. červen 1745, Marcei – 29. březen 1825, Aubevoye) byla francouzská hudební skladatelka, pianistka a hostitelka (salonnière), která vedla vlivný intelektuální salon.

## Život
K jejím přátelům patřil Denis Diderot, nějaký čas vyučovala hudbě jeho dceru Angélique.
V roce 1770 se provdala za architekta Victora Louise (1731–1800). V roce 1774 se do manželství narodila dcera, Marie-Hélène-Victoire Louis, která zemřela roku 1848.

## Hudební dílo
- šest sonát pro klavír, op. 1 (1769)
- dvouaktová komická opera Fleur d’Épine (1776), libreto Claude-Henri Fusée, abbé de Voisenon (1704–1775)[1]

## Vydané partitury
Six sonates, op.1. Paříž, Vendôme, 1769 (facsimile ed., New York: Da Capo Press, 1990).
Fleur d’épine, kompletní partitura. Paříž, 1776. Ukázky v publikaci Women Composers: Music Through the Ages (8 vols; New York: G. K. Hall/Macmillan, 1996- ), vols. 4 (árie) and 5 (předehra).

## Nahrávky
Fleur d'épine, árie "La calme renait" a "Quand l'Himen vient couronner l'amour", Den Andra Operan, 2021.